# Gelderland
Gelderland je površinom najveća pokrajina smještena u središnjem dijelu Nizozemske. Glavni grad je Arnhem, dok su ostala veća naselja gradovi Nijmegen i Apeldoorn. Gelderland ima prema popisu iz 2009. 1 999 135 stanovnika.
Pokrajina nosi naziv po gradu Geldernu, koji je danas dio Njemačke.
Ostala naselja: Groenlo.